# Ostrowiec (gmina)
Ostrowiec (od 1 VII 1952 dzielnica Ostrowiec) – dawna, de facto nie utworzona, gmina wiejska w woj. warszawskim (dzisiejsze woj. mazowieckie). Siedzibą gminy był Ostrowiec (obecna nazwa to Ostrówiec).
Gmina Ostrowiec powstała – de iure – 1 lipca 1952 w powiecie warszawskim w woj. warszawskim z następujących obszarów:
- gromad Brzezinka, Glinki, Janów, Kępa Nadbrzeska, Łukówiec, Nadbrzeż, Ostrowiec, Otwock Mały, Otwock Wielki, Piotrowice, Sobiekursk, Władysławów i Wygoda z gminy Karczew w powiecie warszawskim (przekształconej równocześnie w dzielnicę Karczew)[1];
- gromady Całowanie z gminy Sobienie-Jeziory w powiecie garwolińskim[2].

De facto, gmina Ostrowiec nie powstała, ponieważ w następstwie likwidacji powiatu warszawskiego, przeniesiono ją tego samego dnia do nowo utworzonego powiatu miejsko-uzdrowiskowego Otwock, gdzie została przekształcona w jedną z jego ośmiu jednostek składowych – dzielnicę Ostrowiec.
Uwaga: Formalna nazwa gminy i dzielnicy to Ostrowiec (przez „o”), a gromady – Ostrówiec (przez „ó”).